# Satanic Blood
Satanic Blood är debutalbumet till det amerikanska black metal-bandet Von, utgivet 2012 av skivbolaget Von Records.

## Låtlista
1. "Jesus Stain" – 3:40
2. "Devil Pig" – 2:27
3. "Venien" – 2:21
4. "Release" – 1:07
5. "Veadtuck" – 3:08
6. "Vennt" – 1:47
7. "Evisc" – 1:30
8. "Goat Christ" – 1:27
9. "Dissection InHuman" – 3:55
10. "Chalice of Blood" – 3:31
11. "Blood Von" – 3:40
12. "Christ Fire" – 2:51
13. "Backskin" – 3:10
14. "Watain" – 2:41
15. "Blood Angel" – 1:09
16. "Lamb" – 1:29
17. "Satanic Blood" – 2:36

Bonusspår
1. "Satan" – 7:51
2. "Litanies of Von" – 7:34

- Text och musik: Shawn Calizo/Jason Ventura

## Medverkande
Musiker (Von-medlemmar)
- Venien (Jason Ventura) – sång, basgitarr
- Lord Giblete (Jon Gonzalez) – sologitarr

Bidragande musiker
- Charlie Fell – trummor

Produktion
- VENIEN!!! (Jason Ventura) – producent, ljudtekniker
- Lord Giblete – ljudtekniker
- Andrew Ragin – ljudmix
- John Gray – mastering